# اودریکس کورنر (ویرجینیا)
اودریکس کورنر (به انگلیسی: Odricks Corner) یک منطقهٔ مسکونی در ایالات متحده آمریکا است که در شهرستان فرفکس، ویرجینیا واقع شده‌است.